# 馬奇克斯德佩里哈市

馬奇克斯德佩里哈市（西班牙語：Municipio Machiques de Perijá），是委內瑞拉的一個市，位於該國西北部蘇利亞州，首府設於馬奇克斯，始建於1841年11月18日，面積10,361平方公里，海拔高度100米，2011年人口122,734，人口密度每平方公里11.85人。